# Jerzy Tkaczyk (piłkarz)
Jerzy Tkaczyk (ur. 1 maja 1952 w Nysie, zm. 17 kwietnia 2007 tamże) – polski piłkarz grający na pozycji pomocnika. Zawodnik opolskich klubów.

## Życiorys
Jerzy Tkaczyk karierę piłkarską rozpoczął w 1966 roku w juniorach MZKS Nysa, gdzie grał do 1969 roku, ale już wtedy wchodził w skład pierwszego zespołu występującego w III lidze. W 1969 roku przeszedł do juniorów Odry Opole, którzy walczyli o mistrzostwo Polski. W 1970 roku, Jerzy Tkaczyk trafił do Unii Racibórz, w której rozegrał zaledwie 5 spotkań. Po spadku z II ligi drużyny z Raciborza Jerzy Tkaczyk powrócił do Nysy.
20 marca 1975 roku, Jerzy Tkaczyk podpisał umowę z Małąpanwią Ozimek, której był podporą podczas występów w II lidze. Podczas gry w Ozimku ponownie zwrócił swoją uwagę działaczy Odry Opole, w której zameldował się w styczniu 1977 roku. Debiut w ekstraklasie Jerzy Tkaczyk zaliczył dnia 6 marca 1977 roku w Opolu w zremisowanym 1:1 meczu z GKS-em Tychy zastępując w 80.minucie Zbigniewa Kwaśniewskiego.
18 czerwca 1977 roku, zdobył wraz z drużyną Puchar Ligi, pokonując w finale Widzew Łódź (3:1) na Stadionie Miejskim w Częstochowie, co dało Odrze prawo jedynego w historii klubu startu w Pucharze UEFA.
Początek sezonu 1978/1979 był znakomity w wykonaniu Odry Opole, gdyż zdobyli tytuł mistrza jesieni. Runda wiosenna nie była już tak udana i Odra Opole ostatecznie zajęła 5.miejsce w tabeli, a od maja 1979 był zawieszony przez zarząd klubu i trenera Piechniczka za niesportowy tryb życia.
Głównym atutem piłkarskim Jerzego Tkaczyka było wyszkolenie techniczne, które nabył w dużej mierze kopiąc piłkę jako mały chłopiec na małych boiskach podwórkowych, gdzie łatwo było zdobyć swobodę w operowaniu piłką. Dużo czerpał również z pobytów na centralnych zgrupowaniach juniorów, na których przykładano dużą wagę właśnie do techniki.
Oczekiwania działaczy Odry Opole co do Jerzy Tkaczyka nie spełniły się w pełni. Tkaczyk najczęściej grywał na boisku przez kilkanaście minut, rzadko grywał od pierwszej minuty meczu, przeważnie był zmiennikiem. On sam uważał, że czynił wszystko aby móc grać cały czas, ale wszystko zależało od trenera Antoniego Piechniczka, który nakładał na niego obowiązki gry destrukcyjnej, w której nie czuł się zbyt dobrze, gdyż wolał grę ofensywną do której był przyzwyczajony, a w nowej roli czuł się nieco gorzej.
Dnia 17 kwietnia 2007 roku Jerzy Tkaczyk zginął pod kołami autobusu szynowego w Nysie.

## Sukcesy
- Puchar Ligi Polskiej: 1977
- Mistrz jesieni w sezonie 1978/1979
- Mistrz II ligi polskiej: 1976